# Lleó X
Lleó X, nascut Giovanni di Lorenzo de Mèdici (Florència, República de Florència, 1475 - Roma, Estats Pontificis, 1521) fou un cardenal florentí que va esdevenir senyor de Florència entre 1512 i 1513, i papa de l'Església Catòlica del 1513 al 1521.

## Biografia
Va néixer l'1 de setembre de 1475 a la ciutat de Florència, sent el segon fill mascle de Llorenç el Magnífic i de Clarice Orsini. Fou net per línia paterna de Pere I de Mèdici i Lucrezia Tornabuoni, i per línia materna de Giacomo Orsini i Maddalena Orsini. Fou germà, entre d'altres, de Lucrècia de Mèdici, Pere II de Mèdici i Julià de Mèdici.
El 1494 la revolta popular de la ciutat de Florència feu fora del poder els Mèdici, expulsà el seu senyor titular, Pere II de Mèdici, i instaurà l'autèntica República de Florència sota el govern de Girolamo Savonarola. Després del govern de Pier Soderini, que finalitzà el 1512, els Mèdici foren de nou nomenats titulars de la ciutat, Giovanni de Mèdici va ser escollit senyor de la ciutat, càrrec que ocupà un any fins a ser escollit papa.
Va rebre els ordes menors als vuit anys per ser nomenat cardenal el 1488, amb tan sols tretze anys.
A la mort de Juli II, el cardenal Giovanni di Mèdici, que llavors comptava trenta-vuit anys, va ser escollit papa en un conclave en el qual es va evitar la compra de vots i es van posar en pràctica les mesures contra la simonia que havia dictat el seu predecessor.
Morí l'1 de desembre de 1521 a la ciutat de Roma, i hi va ser enterrat a l'Església de Santa Maria sopra Minerva.

## Pontificat

### Política interior i exterior
Va aconseguir evitar la invasió francesa de la península Itàlica, encara que el 1515 va ser derrotat per Francesc I de França. Un any després les relacions entre la Santa Seu i França van quedar regulades per un concordat, que va suposar el final del gal·licanisme (independència de l'Església a França respecte del Papa i, en canvi, subjecció a l'autoritat de l'Estat); el Rei va rebre el poder de nomenar bisbes i altres alts càrrecs, però era compromís del Papa confirmar-los.
El 1519 la mort de Maximilià I del Sacre Imperi Romanogermànic deixava vacant el tron de l'Imperi. Lleó X va romandre indecís sobre a qui dels candidats, Francesc I de França o Carles I de Castella, prestar el suport que ambdós li sol·licitaven. Desconfiava de tots dos i del seu poder acumulat si unien als ceptres de les seves respectives nacions a l'imperial; finalment es va decantar pel francès, però aviat va rectificar, car quan va haver d'admetre com a inevitable que l'espanyol fos el designat i va prendre partit pel presumpte guanyador. Més tard va subvencionar les campanyes italianes de Carles I (ara també V d'Alemanya) amb grans sumes de diners.

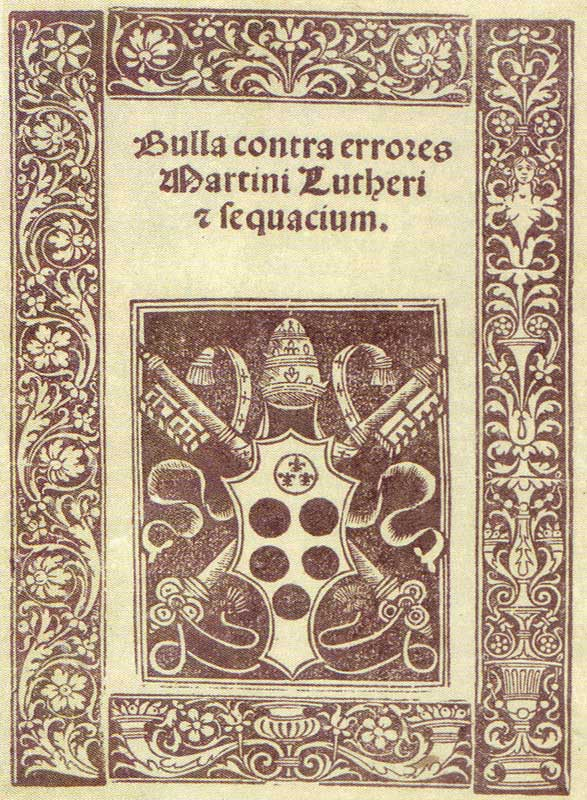
Butlla Contra Errores Martini Lutheri de 1521

El desig de beneficiar als seus familiars li va inspirar la idea de formar un ducat amb els territoris de Parma, Piacenza, Reggio i Mòdena perquè fos senyorejat pel seu germà Julià, o la de separar el ducat d'Urbi de les possessions de l'església per lliurar-lo al seu nebot Lorenzo de Mèdici. Fora d'això, el seu sentit del plaer pacífic de la vida el va inclinar a deixar de costat les desavinences del seu antecessor Juli II amb Lluís XII de França amb qui va buscar mantenir una cordial relació. En aquest marc se situa la mediació que va realitzar entre el rei vidu francès i Enric VIII d'Anglaterra perquè aquest consentís en el casament de la seva germana. Però Lluís XII va morir el 1515 sense poder portar-se a terme la unió.

### Perspectiva eclesiàstica
Des de la perspectiva religiosa, Lleó X va comptar en el seu pontificat amb la conclusió del Concili del Laterà V el 1517. Tot i considerar que la impremta era «un do del cel», però en veure tots els «danys» per la divulgació de llibres del moviment protestant i luterà, al concili va temptar promoure un sistema de censura per als llibres en imposar una «visitació» obligatòria abans la impressió, tanmateix sense gaire èxit, pel poc entusiasme dels poders seculars.

### Mecenatge
Lleó X va tenir una formació erudita i artística concorde amb la tradició Mèdici, de manera que es pot parlar d'un important paper de mecenatge de les arts; va gastar fortes sumes de diners en projectes duts a terme per mestres com Rafael i Bramante. Les seves extravagàncies com a mecenes i la reconstrucció de la Basílica de Sant Pere del Vaticà li van donar un gran prestigi com a home d'una àmplia cultura. La vida opulenta i desenfrenada de la cort papal contrasta amb la vida particular de Lleó X, més apegada a les regles i preceptes d'austeritat de la religió catòlica.
Com a florentí que era i com Mèdici (fill de Llorenç el Magnífic) va ser un home educat en els refinaments de la cultura renaixentista. El nou papa era un diletant voluptuós i hedonista, amant dels plaers de la música, de la literatura, de la pintura. «Gaudim del papat, ja que Déu ens l'ha donat», va comentar el nou electe a l'ambaixador venecià Giorgi. El patrocini que va dispensar a les arts i a les lletres i a tots els que sobresortien en unes i d'altres el va portar en l'extrem de d'elevar al rand de cardenal els erudits i poetes Bernardo Dovizi Bibbiena, Pietro Bembo i Giulio Sadoletto.

## El comerç d'indulgències i l'eclosió del protestantisme
La construcció de la Basílica de Sant Pere del Vaticà empresa per Lleó X demandava quantioses inversions d'or i plata, metalls esgotats en les arques de l'església de Roma; calia reunir-los per via de tributs especials i recaptacions extraordinàries. Atabalats els Estats Pontificis per les cada vegada més engruixades mesures fiscals, el Papa va acudir al recurs de la venda d'indulgències, sota la promesa evangèlica d'obtenir el cent per un en l'altra vida. El 31 de març de 1515 va publicar una butlla sol·licitant els donatius dels fidels cristians per a l'obra basilical. el monjo alemany Johann Tetzel en nom d'Albert de Magúncia va ser el primer a iniciar la recol·lecta dels diners.
Al Concili del Laterà V, Lleó X va sancionar la butlla De Super impressione librorum amb la que pretenia donar una solució definitiva als problemes que la impremta estava causant a l'Església, tot i que Innocenci VIII i Alexandre VI ja ho havien intentat en 1487 i 1501. Amb aquest edicte es prohibia la impressió de llibres que no tinguessin l'aprovació prèvia del bisbe i l'inquisidor de la diòcesi corresponent, i va desembocar en el lIndex Librorum Prohibitorum (índexs de llibres prohibits) de la santa Inquisició.
El comerç escandalós d'indulgències va ser el detonant perquè Martí Luter, amb la seva rebel·lia enfront del papat, iniciés el 1517 la Reforma Protestant que acabarà d'escindir l'església catòlica. Lleó X va condemnar les tesis luteranes el 1520 mitjançant la butlla Exsurge Domine, que Luter va cremar públicament i, en no rectificar, el papa va pronunciar la seva excomunió i la dels seus partidaris el 1521.